# Royal Aircraft Factory R.E.5
Royal Aircraft Factory R.E.5 là một loại máy bay trinh sát/trinh sát pháo binh hai chỗ của Anh, do hãng Royal Aircraft Factory chế tạo cho Quân đoàn Không quân Hoàng gia trong Chiến tranh thế giới I.

## Quốc gia sử dụng
Anh Quốc
- Quân đoàn Không quân Hoàng gia
- Cục Không quân Hải quân Hoàng gia

## Tính năng kỹ chiến thuật
Đặc điểm tổng quát
- Kíp lái: 2
- Chiều dài: 26 ft 2 in (7.98[1] m)
- Sải cánh: 44 ft 6 in (13.57[1] m)
- Chiều cao: 9 ft 8 in (2.95 m)
- Diện tích cánh: 498 ft2 ( m2)
- Động cơ: 1 × Austro-Daimler động cơ piston, 120[1] hp (89 kW)

Hiệu suất bay
- Vận tốc cực đại: 78[1] mph (126 km/h)

Vũ khí trang bị
- 3 x quả bom 20lb (9kg)